# STS-82

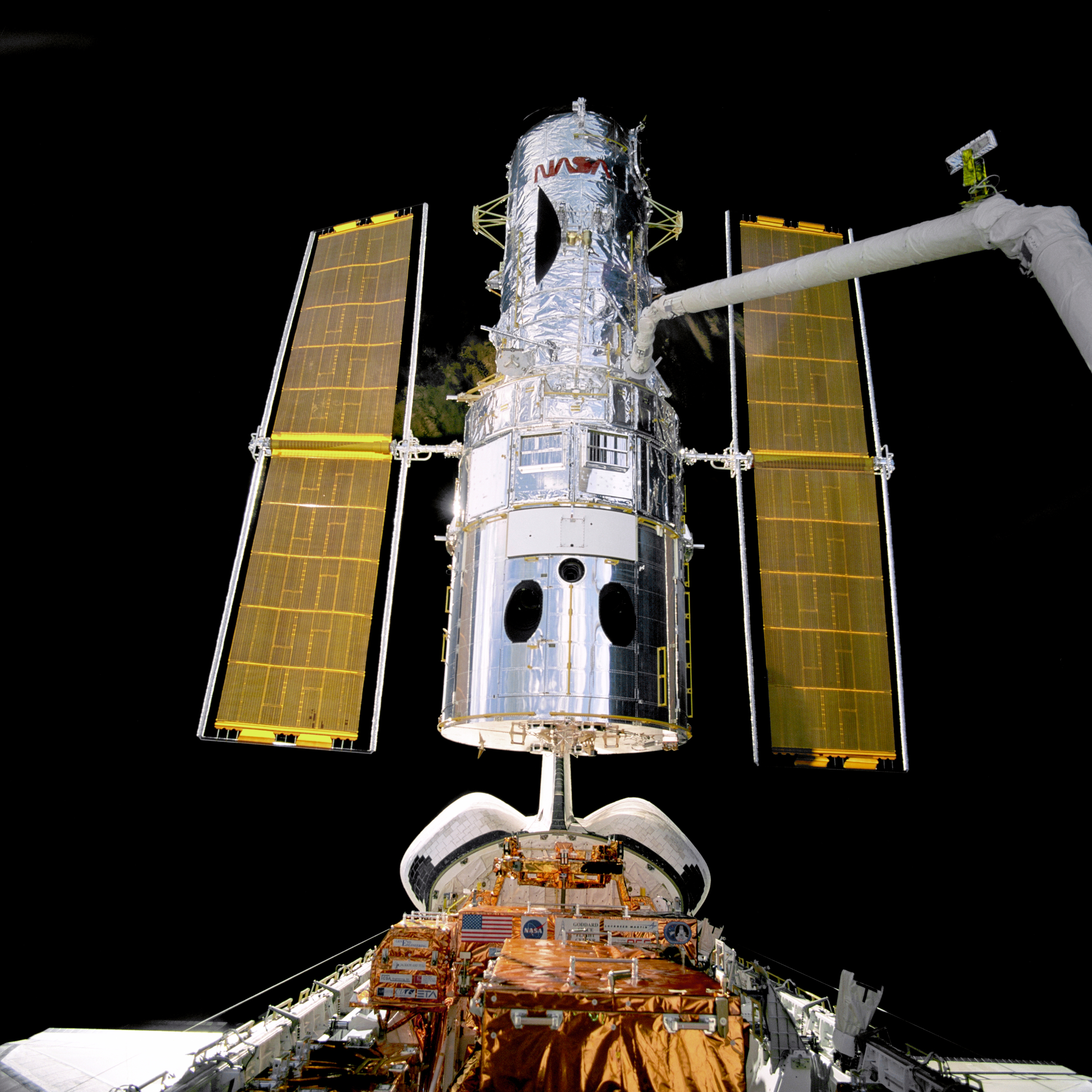
Odcumowanie teleskopu Hubble’a od wahadłowca za pomocą ramienia robotycznego

STS-82 – druga (SM2) misja serwisowa promu Discovery do Kosmicznego Teleskopu Hubble’a, która trwała 9 dni i 23 godziny. Start odbył się z przylądka Canaveral 11 lutego 1997 roku. Była to dwudziesta druga misja wahadłowca Discovery i osiemdziesiąta druga programu lotów wahadłowców.

## Załoga
źródło
- Kenneth Bowersox (4)*, dowódca
- Scott Horowitz (2), pilot
- Mark C. Lee (4), specjalista misji
- Steven Hawley (4), specjalista misji
- Gregory Harbaugh (4), specjalista misji
- Steven Smith (2), specjalista misji
- Joseph Tanner (2), specjalista misji

*(liczba w nawiasie oznacza liczbę lotów odbytych przez każdego z astronautów)

## Parametry misji
- Masa:
  - startowa orbitera: - kg
  - lądującego orbitera: 96 762 kg[1]
- Perygeum: 475 km
- Apogeum: 574 km
- Inklinacja: 28,47°
- Okres orbitalny: 95,2 min

## Cel misji
Drugi lot serwisowy do Kosmicznego Teleskopu Hubble’a, umieszczonego na orbicie w kwietniu 1990 roku (Discovery STS-31). Zadaniem misji SM2 (Servicing Mission 2) była instalacja dwóch nowych instrumentów, które rozszerzyły zakres długości fal rejestrowany przez teleskop o bliską podczerwień, zarówno w obrazowaniu, jak i spektroskopii. Astronauci dokonali również niezbędnych napraw, głównie systemów teleskopu. Nowymi instrumentami zainstalowanymi były: Spektrometr Obrazujący Teleskopu Kosmicznego (STIS), który zastąpił Spektrograf Wysokich Rozdzielczości Goddarda (GHRS), oraz Kamera Bliskiej Podczerwieni i Spektrometr Multiobiektowy (NICMOS) zainstalowany w miejsce Spektrografu Obiektów Słabych (FOS).

## Spacery kosmiczne
źródło
- M. Lee i S. Smith – EVA 1
  - Start EVA 1: 14 lutego 1997 - 04:34 UTC
  - Koniec EVA 1: 14 lutego - 11:16 UTC
  - Łączny czas trwania: 6 godz, 42 min
- G. Harbaugh i J. Tanner – EVA 2
  - Start EVA 2: 15 lutego 1997 - 03:25 UTC
  - Koniec EVA 2: 15 lutego - 10:52 UTC
  - Łączny czas trwania: 7 godz, 28 min
- M. Lee i S. Smith – EVA 3
  - Start EVA 3: 16 lutego 1997 - 02:53 UTC
  - Koniec EVA 3: 16 lutego - 10:04 UTC
  - Łączny czas trwania: 7 godz, 11 min
- G. Harbaugh i J. Tanner – EVA 4
  - Start EVA 4: 17 lutego 1997 - 03:45 UTC
  - Koniec EVA 4: 17 lutego - 10:19 UTC
  - Łączny czas trwania: 6 godz, 34 min
- M. Lee i S. Smith – EVA 5
  - Start EVA 5: 18 lutego 1997 - 03:15 UTC
  - Koniec EVA 5: 18 lutego - 18:32 UTC
  - Łączny czas trwania: 5 godz, 17 min